# Verwaltungsgemeinschaft Marktbreit
In der Verwaltungsgemeinschaft Marktbreit im unterfränkischen Landkreis Kitzingen haben sich folgende Gemeinden zur Erledigung ihrer Verwaltungsgeschäfte zusammengeschlossen: 
1. Marktbreit, Stadt, 3961 Einwohner, 20,16 km²
2. Marktsteft, Stadt, 1920 Einwohner, 10,51 km²
3. Martinsheim, 998 Einwohner, 23,22 km²
4. Obernbreit, Markt, 1685 Einwohner, 9,84 km²
5. Segnitz, 819 Einwohner, 2,72 km²
6. Seinsheim, Markt, 1075 Einwohner, 17,51 km²

Sitz der 1978 gegründeten Verwaltungsgemeinschaft ist Marktbreit.